# Blauwgroene pitpit
De blauwgroene pitpit (Dacnis viguieri) is een zangvogel uit de familie Thraupidae (tangaren).

## Verspreiding en leefgebied
Deze soort komt voor in de laaglanden van uiterst oostelijk Panama en aangrenzend noordwestelijk Colombia.